# Halvergate
 (juillet 2023).
Halvergate est une paroisse civile et un village du Norfolk, en Angleterre.